# Scheherazade (yacht)
Pour les articles homonymes, voir USS Dolphin.
Le Scheherazade est un super-yacht à moteur construit par le chantier allemand Lürssen Yachts. Avec une longueur de 140 mètres, il est l'un des plus grands yachts à moteur du monde. 
Au début du mois de mai 2022, le yacht est saisi par les autorités italiennes dans le port de Marina di Carrara du fait de ses liens possibles avec Vladimir Poutine, dans le cadre des sanctions mises en œuvre du fait de l'invasion de l'Ukraine déclenchée par celui-ci.

## Caractéristiques
Le Scheherazade propose une gamme d'équipements, notamment deux pistes d'hélicoptère, une piscine intérieure convertible en piste de danse, un cinéma et plusieurs zones de divertissement. 
Le yacht dispose d'un système de défense anti-drones. 

## Coût
La valeur de Shéhérazade est estimée à environ $700 millions avec des coûts de fonctionnement évalués à $70 millions par an.